# Saxel
Saxel település Franciaországban, Haute-Savoie megyében. Lakosainak száma 509 fő (2022. január 1.). Saxel Boëge, Bons-en-Chablais, Brenthonne, Burdignin és Fessy községekkel határos.

## Népesség
A település népessége az elmúlt években az alábbi módon változott:
| Lakosok száma | 436  | 460  | 480  | 484  | 483  | 484  | 491  | 500  | 509  |
|               | 2013 | 2015 | 2016 | 2017 | 2018 | 2019 | 2020 | 2021 | 2022 |